# سينابسينات
السينابسينات هي عائلة من عائلات البروتين التي تدخل في تنظيم انطلاق الناقل العصبي في الخلايا العصبية. وعلى وجه التخصيص، فإنه من المعتقد أن السينابسينات تشترك في تنظيم أعداد الحويصلات المتشابكة المتاحة للانطلاق بواسطة الإيماس في أي وقت محدد. وتتواجد السينابسينات في الفقاريات واللافقاريات، كما أنها نوعًا ما متشابهة التركيب في الفقاريات.
وتوضح دراسات معاصرة الفرضية التالية للدور الذي يقوم به السينابسين: يقوم السينابسين بربط الحويصلات المتشابكة مع مكونات هيكل الخلية والتي لا تسمح بمغادرة هذه المكونات الغشاء قَبْلَ المَشْبَكِيّ وتحرير الناقل. وأثناء موجة جهد الفعل، تتفسفر السينابسينات بواسطة كيناز البروتين الثنائي المعتمد على الكالسيوم/ الكالمودولين وتتحرر الحويصلات المتشابكة ومن ثم تسمح لهم بالتحرك إلى الغشاء وتحرر ناقلها العصبي.
وقد نتج من الدراسات التي تمت على الفئران في حالة توقيف المورثة (عند عجز الفأر عن إنتاج السينابسين) ظهور نتائج مفاجئة. ويؤدي احتياج الفئران للسينابسينات الثلاثة إلى دخولها في نوبة كما أنها تواجه عيوبًا في التعليم. وتوضح هذه الدراسات بأنه في حالة إن كان السينابسينات غير ضرورية الوظيفة التشابكية فإنها تعلب دورًا مهمًا في عملية التغيير. وبالعكس، فقد أشارت دراسات تستخدم فئرانًا معدلة وراثيًا حيث تمت إزالة الإشارات العصبية في بعض الدوائر الكهربية بأن النشاط التشابكي ينتظم، كما أنها ليس من الضروري الحفاظ على القدرة الجينية لهذه البروتينات.

## أعضاء العائلة
يتملك البشر ومعظم الفقاريات ثلاثة جينات ترمز لثلاثة بروتينات سينابسينات مختلفة. وكل جين بالتعاقب يتم إقرانه بطريقة تبادلية لإنتاج بروتينين isoform مختلفين على الأقل من مجموع ستة بروتينات:
| الجين      | البروتين     | Isoforms   |
| ---------- | ------------ | ---------- |
| SYN1       | سينابسين I   | Ia, Ib     |
| سينابسين 2 | سينابسين II  | IIa، IIb   |
| سينابسين 3 | سينابسين III | IIIa, IIIb |

تقوم أطراف الخلايا العصبية المختلفة بتوصيل كميات مختلفة من بروتينات السينابسين، وتشكل جميع هذه السينابسينات نسبة 1% من البروتينات الكلية المرسلة في أي وقت محدد. وقد يتسبب السينابسين Ia في الإصابة بالاضطراب ثنائي القطب وانفصام الشخصية.